# آلسیو لیسی
آلسیو لیسی (انگلیسی: Alessio Lisci؛ زادهٔ ۴ نوامبر ۱۹۸۵) بازیکن فوتبال اهل ایتالیا است
آلیسیو لیسی متولد میلان ایتالیاست، پدرش قهرمان المپیک در رشته شنا بوده و مادرش اهل برزیل است ، آلیسیو فلسفه فوتبال تدافعی و سیستم پنج چهار یک را ایده آل می‌داند .
در تیم‌های ماسی و تی بَلوک و  ناکوزاک سابقه مربی
گری دارد اما لوانته معروف ترین تیمی بوده که هدایت آن را بر عهده داشته است